# Epeus edwardsi
Epeus edwardsi là một loài nhện trong họ Salticidae.
Loài này thuộc chi Epeus. Epeus edwardsi được Alberto Barrion & James A. Litsinger miêu tả năm 1995.